# Préface (littérature)
Pour les articles homonymes, voir Préface.
 (décembre 2022).
Si vous disposez d'ouvrages ou d'articles de référence ou si vous connaissez des sites web de qualité traitant du thème abordé ici, merci de compléter l'article en donnant les références utiles à sa vérifiabilité et en les liant à la section « Notes et références ».
 (décembre 2022).
- Si vous ne connaissez pas le sujet, laissez ce bandeau (vous pouvez alors contacter les auteurs).
- Si vous supprimez le contenu mis en cause (vous pouvez préalablement contacter les auteurs),

argumentez précisément cette suppression dans la page de discussion
(un manque de référence n'est pas un argument ; une recherche réelle de référence doit avoir été effectuée, être formellement documentée).

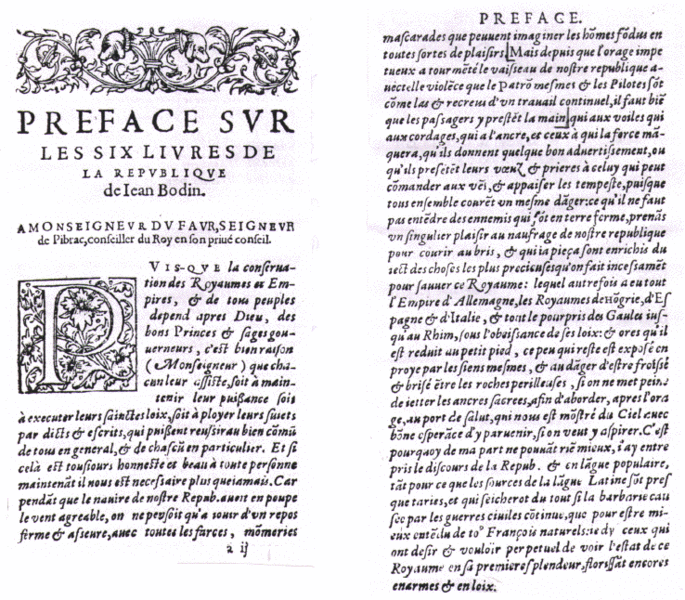
Préface des Six Livres de la République de Jean Bodin (1576).

Une préface (du latin præ : avant et fari : parler) est, en littérature, un texte d’introduction et de présentation. Placée en tête d’un livre, elle en fait connaître les vues, le plan, prévient des objections, répond à des critiques ou encore donne une idée sur le message que veut transmettre l'auteur à travers ce livre (ex. : la pauvreté de la société, l'inégalité, la prostitution, la violence et pourquoi il a écrit ce livre, etc.). Lorsque la préface est courte, on parle plutôt d'un avertissement ; lorsqu'elle est longue, on parle de prolégomènes. On oppose à la préface la postface.

## Histoire
Les Anciens mettaient des préfaces en tête de leurs livres. Les Grecs les faisaient simples et courtes, comme on peut en juger par celles d’Hérodote et de Thucydide. Les Latins composaient volontiers d’avance des préfaces pouvant s’adapter indifféremment à n’importe quel ouvrage. Les premiers chapitres de la Conjuration de Catalina et de la Guerre de Jugurtha par Salluste, sont des morceaux de ce genre. Cicéron paraît avoir souvent suivi cette méthode.
Les Préfaces casquées (prologi galeati), pour employer l’expression de saint Jérôme, ont été de tout temps fort communes dans les livres de controverse, où la moitié du travail de l’auteur consiste à répliquer à ses adversaires ou à prévenir leurs attaques.
On cite des préfaces surprenantes, comme celle de Scudéry, écrite pour les poésies de Théophile et à la fin de laquelle il appelle en duel ceux qui ne seront pas contents des vers de son ami. Celles qui forment le début même de l’ouvrage prennent le nom de préambule.
Autrefois, les écrivains résistaient rarement au plaisir de faire leur apologie que leur offrait la préface, et quelquefois ils se peignaient mieux, à leur insu, en une page ou deux, que par le livre tout entier.[Interprétation personnelle ?]
D’ordinaire, les lecteurs superficiels ne lisaient pas les préfaces, mais les gens sérieux s’y arrêtaient pour prendre acte des engagements de l’auteur. Les critiques pressés les lisaient aussi ou même ne lisaient qu’elles, et souvent cinquante comptes rendus bibliographiques des journaux n’étaient que des variations du programme ou de l’apologie placés au frontispice de l’ouvrage.[réf. nécessaire]
Se présenter soi-même au public est une chose si délicate et parfois si périlleuse, que plusieurs écrivains faisaient écrire ou signer leur préface par un écrivain sympathique et faisant autorité. Après avoir parlé des dédicaces, Voltaire ajoute : « Les préfaces sont un autre écueil. Le moi est haïssable, disait Pascal. Parlez de vous le moins que vous pourrez, car vous devez savoir que l’amour-propre du lecteur est aussi grand que le vôtre. Il ne vous pardonnera jamais de vouloir le condamner à vous estimer. C’est à votre livre à parler pour lui. » Beaucoup d’auteurs, croyant masquer le moi, prodiguaient le pluriel de majesté nous, ou l’indéterminé on, dans des phrases où éclatait le sentiment personnel ; il y aurait souvent plus de vraie modestie dans l’emploi simple et naturel de la première personne.
Au XVIIIe siècle, la préface était un accompagnement presque obligé de tout roman. Mais on peut discerner une évolution dans son contenu. Dans la première moitié du siècle, la préface a une fonction surtout apologétique, visant à mettre en valeur les qualités du roman par rapport aux autres ; à partir de 1740, la préface se fait plus élaborée et propose des réflexions approfondies, qui prennent parfois la forme de mini-traités sur l'art du roman. C'est le cas, notamment, chez Jean-Baptiste du Boyer d'Argens (1739), Baculard d'Arnaud (1745), Charles de Fieux de Mouhy (1755), Jean-Jacques Rousseau (1761), François Béliard (1765), Nicolas Bricaire de La Dixmerie (1797).
Les Italiens appellent la préface « la salsa del libro » (« la sauce du livre »). Marville dit que, si elle est bien assaisonnée, elle sert à donner de l’appétit, et qu’elle dispose à dévorer l’ouvrage.
Les préfaces les plus intéressantes sont sans contredit celles des pièces de théâtre, par la raison que leurs auteurs y ont la liberté de s’expliquer sur des points dont leur œuvre ne comporte pas le développement. Au XVIIe siècle, les préfaces de Corneille, toutes celles de Racine et particulièrement celles de Britannicus et d’Iphigénie, celle placée par Molière en tête de Tartuffe, au XVIIIe siècle, celles de l’Œdipe et de la Mérope de Voltaire, celles de Beaumarchais, au XIXe siècle, les préfaces de Cromwell, de Marino Faliero, des Lionnes pauvres, celles ajoutées à son Théâtre par Alexandre Dumas fils, celle de Mademoiselle de Maupin de Théophile Gautier donnent la mesure de ce que la préface peut offrir de commodité à un auteur dramatique pour entrer en communication d’idées avec le public.
On cite également comme des préfaces achevées le Discours préliminaire de l'Encyclopédie de D’Alembert, et la préface de la 5e édition du Dictionnaire de l’Académie (1835) par Villemain.
Deux exemples singuliers de préface hors normes peuvent être cités : l'un concernant le philosophe Jacques Derrida, pour son livre intitulé Mal d'archive dont l'essentiel (128 pages sur 157) est constitué de sa préface, la thèse du livre ne faisant que 19 pages, suivie d'un post-scriptum, et l'autre concernant le poète et philosophe Stéphane Sangral, pour son livre intitulé Préface à ce livre, qui se présente comme la simple préface de lui-même, c'est-à-dire que les 250 pages de cet ouvrage ne sont que la préface d'un livre tout entier contenu dans sa simple quatrième de couverture.
Aujourd’hui, la préface apparaît comme une pratique en déclin chez les écrivains. Michel Pierssens l’a qualifiée de « genre sinistré », même si certains auteurs continuent de le pratiquer ponctuellement. Selon l'écrivaine et journaliste Sophie Divry,

« Aujourd'hui, le moins qu'on puisse dire, c'est que le romancier qui propose une préface à son éditeur ne déclenchera pas l'enthousiasme ; on lui dira que c'est prétentieux, lourd, pédagogique ; il comprend vite qu'il a beaucoup à perdre à faire de la théorie, et qu'on le préfère discret sur ces questions-là, voire un peu idiot »

Elle note cependant qu'il n'en a pas toujours été ainsi :

« Généralisées depuis le XVIIIe siècle, ces préfaces deviennent quasiment obligatoires au XIXe, avant que cette pratique s'arrête au début du XXe. On peut lire des préfaces passionnantes d'auteurs français. C'est étrange de repenser à ce phénomène, qui a duré des siècles, de la préface auctoriale. Elle était considérée comme indispensable aux yeux de l'éditeur - au point de peser sur les écrivains comme un pensum. Non seulement on attendait d'eux qu'ils expliquent leurs choix esthétiques, mais encore qu'ils expriment ces idées dans le livre même. »

## Source
- Gustave Vapereau, Dictionnaire universel des littératures, Paris, Hachette, 1876, p. 1644